# Torre Aquila
La torre Aquila (un tempo anche torre delle Laste) è una torre all'estremità meridionale del castello del Buonconsiglio a Trento, sulle mura orientali. Sovrasta e protegge l'omonima porta della città che conduce alla via per la Valsugana e Venezia. L'origine del nome viene attribuita all'orientamento della porta verso Aquileia. Ha pianta quadrangolare, 9 m per 8 m, ed è alta circa 22 m. L'interno è diviso in tre piani, collegati da una scala a chiocciola di legno, e al piano inferiore una botola si apre sulla sommità della porta sottostante.

## Storia

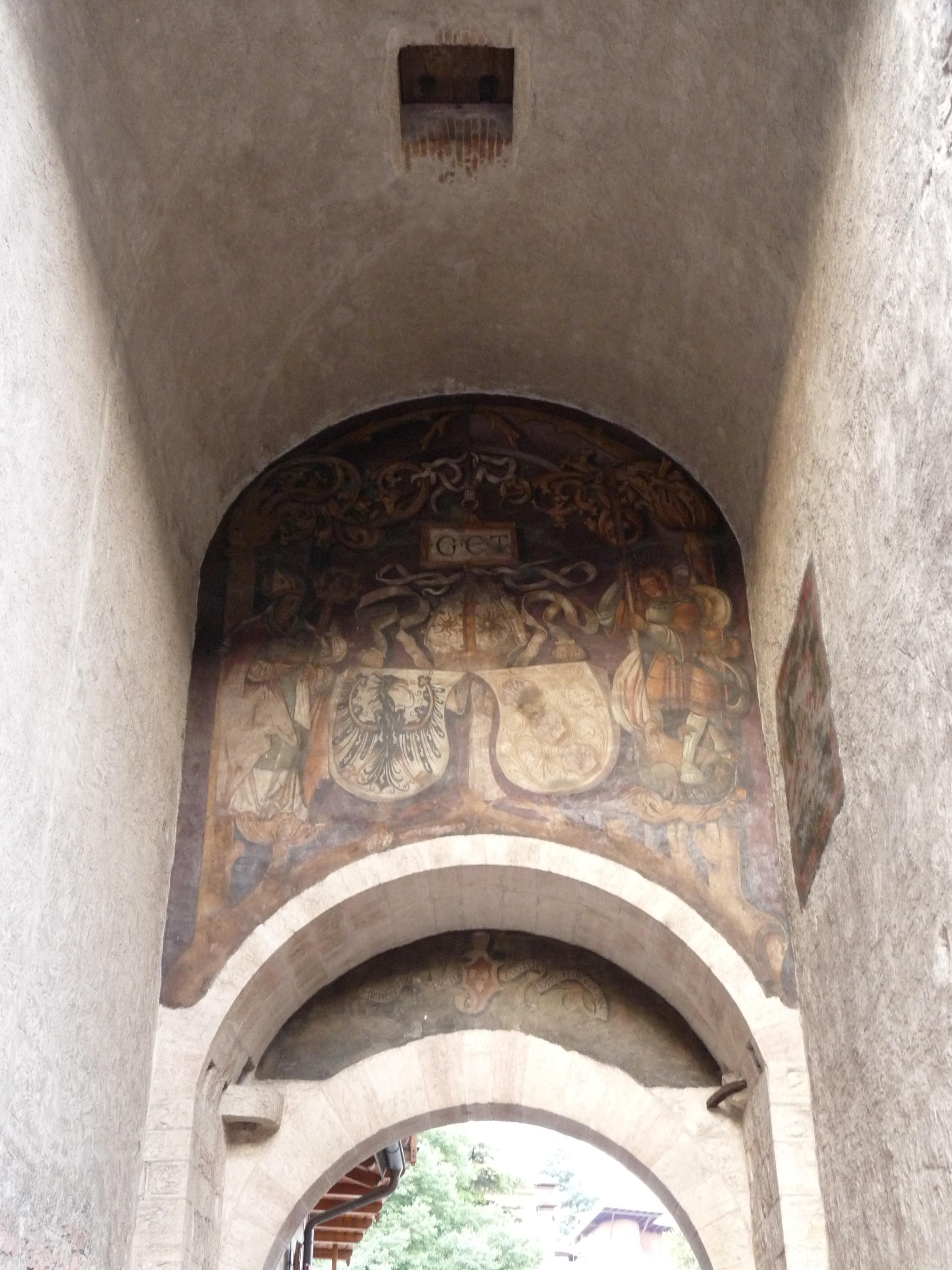
Affreschi sul lato interno della porta della città

La torre risale al XIII secolo, ed in origine era una torre aperta le cui merlature sono ancora visibili nelle mura settentrionali e meridionali. Tra il XIV secolo ed il XV secolo il principe vescovo Giorgio di Liechtenstein la fece ricostruire e sopraelevare, dotandola di un tetto di stile gotico visibile nell'acquerello di Albrecht Dürer che raffigura il castello. Ospitava la guarnigione per la difesa delle mura della città ed il corpo di guardia a difesa della porta.
All'inizio del XVI secolo, con la costruzione da parte del principe vescovo Bernardo Clesio del Magno Palazzo del castello del Buonconsiglio, divenne di fatto parte integrante di quest'ultimo. Verso la fine dello stesso secolo fu trasformata in prigione.
All'interno della porta, sul lato cittadino si trova un affresco del pittore Gerolamo da Trento, poi divenuto capitano della porta, con gli stemmi del principe vescovo Giorgio III di Neideck, san Vigilio e san Giorgio. Sul lato meridionale vi è lo stemma della famiglia dei Cles

## Ciclo dei mesi

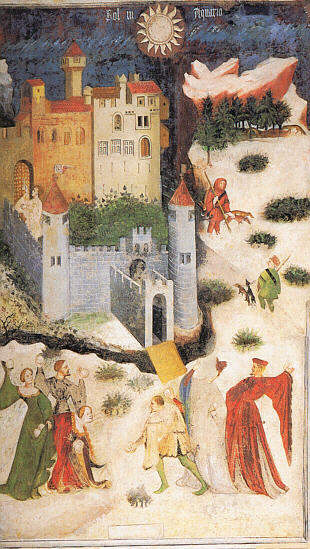
mese di gennaio

Le pareti interne presentano il ciclo dei dodici mesi, commissionate dal principe vescovo Liechtenstein a un artista anonimo transalpino, identificato da parte della critica con un certo Maestro Venceslao presente in città nel 1397.
Il primo mese dell'anno, marzo, è andato perduto in un incendio, essendo stato dipinto su una scala a chiocciola di legno coperta da una colonna semicircolare sempre in legno. Questi affreschi descrivono la situazione economica, sociale e politica del Trentino tra il 1300 e l'inizio del secolo successivo.
Raffigurano sia i passatempi dei nobili, sia i contadini che coltivano i campi, secondo l'alternarsi delle stagioni. Viene prestata molta attenzione al succedersi delle stagioni: il paesaggio invernale spoglio e imbiancato dalla neve diventa rigoglioso di vegetazione in primavera, i raccolti estivi segnano l'apice dell'attività agricola, mentre gli alberi nel mese di novembre sono circondati dalle foglie secche cadute sul terreno. La cura dei particolari ritorna nella descrizione delle vesti, l'abbigliamento infatti permette di riconoscere i caratteri tipici della moda del tempo; per i nobili gli abiti sono ricchi di colori, molto più semplici e pratici sono invece quelli delle classi umili, rappresentate sempre durante il lavoro.